# Dieter Timme
Dieter Timme (Werder, Havel, 23 de septiembre de 1956-24 de octubre de 2024) fue un futbolista y entrenador de fútbol alemán que jugó en la posición de defensa.

## Carrera

### Jugador
| Periodo   | Club                |
| --------- | ------------------- |
| 1976-1979 | Hertha BSC Amateure |
| 1979-1988 | Hertha BSC          |

### Entrenador
| Periodo   | Club                                   |
| --------- | -------------------------------------- |
| 1995-1996 | Tennis Borussia Berlin (Co-entrenador) |
| 1996-1997 | FSV Velten                             |
| 1999-2000 | Hallescher FC                          |
| 2003-2004 | SV Lichtenberg 47                      |
| 2009-2010 | Torgelower SV Greif                    |
| 2012      | Brandenburger SC Süd 05                |
| 2013      | SV Babelsberg 03                       |

## Logros

### Jugador
- Oberliga Berlin (1): 1987/88
- Copa de Berlín (1): 1988

### Entrenador
- Copa de Berlín (1): 1996
- Verbandsliga Sachsen-Anhalt (1): 1999/2000